# Пулавський повіт
Пулавський повіт (укр. powiat puławski) — один з 20 земських повітів Люблінського воєводства Польщі.
Утворений 1 січня 1999 року в результаті адміністративної реформи.

## Загальні дані
Повіт знаходиться у західній частині воєводства.
Адміністративний центр — місто Пулави.
Станом на 1.01.2008 населення становить 116 382 осіб, площа 933,93 км².

## Демографія
Демографічні дані повіту станом на 30.06.2005:
|       | Всього  | Всього | Жінки  | Жінки | Чоловіки | Чоловіки |
| ----- | ------- | ------ | ------ | ----- | -------- | -------- |
|       | осіб    | %      | осіб   | %     | осіб     | %        |
| Повіт | 117 167 | 100    | 60 757 | 51,9  | 56 410   | 48,1     |
| Міста | 58 033  | 100    | 30 750 | 53    | 27 283   | 47       |
| Села  | 59 134  | 100    | 30 007 | 50,7  | 29 127   | 49,3     |